# خيطيات القرن
الخيطيات القرن أو ذوات القرون الطويلة الريشية أو تحت رتبة نيماتوسيرا (الاسم العلمي: Nematocera)، هي رتيبة من الحشرات تتبع طائفة الحشرات من شعبة المفصليات الأرجل.

## تصنيف

### فصائل
الفيصلة المنقرضة (الأسم العلمي:†Pleciofungivoridae)

### تحت رتب
- تحت رتبة برغشيات الشكل
  - فيلق البرغش
    - الفصيلة البرغشية
- تحت رتبة بعوضيات الشكل
  - فيلق البواعض
    - فصيلة البعوضيات
- تحت رتبة طيثاريات الشكل
  - فيلق الطيثارينات
    - الفصيلة الطيثارية
- تحت رتبة (الأسم العلمي:مجموعة بليفارسيرومورفا  [لغات أخرى]‏)
- تحت رتبة (الأسم العلمي:أشباه النبيذيات)
- تحت رتبة (الأسم العلمي:Axymyiomorpha)
- تحت رتبة (الأسم العلمي:Ptychopteromorpha)